# Thieuloy-Saint-Antoine
Thieuloy-Saint-Antoine település Franciaországban, Oise megyében. Lakosainak száma 381 fő (2022. január 1.). Thieuloy-Saint-Antoine Briot, Cempuis, Gaudechart, Grez, Halloy és Saint-Maur községekkel határos.

## Népesség
A település népessége az elmúlt években az alábbi módon változott:
| Lakosok száma | 361  | 391  | 409  | 410  | 414  | 418  | 406  | 393  | 381  |
|               | 2013 | 2015 | 2016 | 2017 | 2018 | 2019 | 2020 | 2021 | 2022 |